# 샤를 은조그비아
샤를 은조그비아(Charles N'Zogbia, 1986년 5월 28일 ~ )은 콩고 민주 공화국계 프랑스인 전 축구 선수로, 포지션은 윙어이다.